# Södra Bohusläns Räddningstjänstförbund
Södra Bohusläns Räddningstjänstförbund, SBRF, var ett kommunalförbund för kommunerna Lilla Edet, Tjörn och Stenungsund. SBRF grundades 2017 och upplöstes i december 2022 då kommunerna istället blev medlemmar i Räddningstjänsten Storgöteborg (RSG) 

## Stationer
I förbundet fanns fyra brandstationer.
- Stenungsund
- Lilla Edet
- Skärhamn
- Kållekärr

## Räddningsvärn
- Klädesholmen (förstärkning från Skärhamns brandstation)
- Åstol (förstärkning från Skärhamns brandstation)
- Dyrön (förstärkning från Skärhamns brandstation)
- Härön (förstärkning från Kållekärrs brandstation)

## Resurser

### Snabbinsatsbil
Snabbinsatsbil bemannades med en styrkeledare och en brandman. Styrkan ryckte ut till hela Stenungsund samt en del av Tjörn.

### Kemenhet
Stenungsunds brandstation är en av sex brandstationer i Sverige som är utrustade med en kemenhet som togs fram av Myndigheten för samhällsskydd och beredskap för att möta dagens olyckor. Uppdraget från MSB är att bistå de lokala räddningstjänsterna runt om i Sverige vid större kemolyckor med en mer avancerad utrustning och specialutbildad personal.

### Industribrandbil
Då den petrokemiska industrin är stor i Stenungsund förstärkte räddningstjänsten fordonsparken med en industribrandbil år 2008. Chassiet är en Scania P380 6x2*4, enkelhytt med påbyggnad utförd av Rosenbauer i Östersike. Den ansvariga leverantören var Sala Brand.

## Statistik (IDA)
Enligt IDA, statistikdatabasen från Myndigheten för Samhällsskydd och Beredskap hade Stenungsund, Lilla Edet och Tjörn under 2015 hela 841 händelser, året innan 866 händelser. Nedan presenteras statistik som omfattar alla händelser som räddningstjänsten redovisat via insatsrapporten mellan år 2014 och 2015. Räddningstjänsten åker på händelser som betecknas som räddningsinsatser (enligt Lag om skydd mot olyckor). De åker även på andra händelser, så kallade andra uppdrag. Dessa omfattas inte av lagstiftningen. Flertalet räddningstjänster väljer ändå att redovisa dessa utryckningar i den nationella insatsrapporten.
| Räddningsinsatser | 2015 | 2014 |
| ----------------- | ---- | ---- |
| Totalt            | 841  | 866  |
| Brand             | 124  | 165  |
| Trafik            | 130  | 118  |
| Utsläpp           | 18   | 33   |
| Drunkning         | 2    | 4    |
| Naturolyckor      | 14   | 5    |
| Övrigt            | 123  | 135  |
| Larm utan tillbud | 303  | 297  |
| Sjukvårdslarm     | 127  | 109  |

### Andra uppdrag (2014-2015)
Kommunerna Stenungsund, Tjörn och Lilla Edet hade under 2014 (173 uppdrag) och under 2015 (191 uppdrag) som är registrerat som Annat uppdrag. Annat uppdrag är uppdrag som inte är räddningsinsatser (enligt Lag om skydd mot olyckor). Exempel på dessa uppdrag är IVPA (I väntan på ambulans), hjälp till polis, trygghetslarm, felindikering från automatlarm, hiss - ej nödläge, inbrottslarm, dykuppdrag, vattentransport eller annat.

## Förbundsdirektörer
- Carl Ian Bissmark, januari 2017 – februari 2020
- Marcus Sundberg, februari 2020 – april 2021
- Lars Klevensparr, från maj 2021 - december 2022